# Glossotrophia uvarovi
Glossotrophia uvarovi är en fjärilsart som beskrevs av Edward P. Wiltshire 1952. Glossotrophia uvarovi ingår i släktet Glossotrophia och familjen mätare. Inga underarter finns listade i Catalogue of Life.